# Helmut
Helmut – mit den Varianten Hellmut, Helmuth, Hellmuth, Helmudt (rar) – ist ein fast ausschließlich in Deutschland und Österreich verbreiteter männlicher Vorname, der ab dem 16. Jahrhundert aber auch als Familienname nachweisbar ist.
Die weibliche Form Helmute ist dagegen äußerst selten anzutreffen.
Eine weitere Variante in Österreich (Wien und Niederösterreich) ist auch „Helmerl“.

## Etymologie
Es bestehen zwei Deutungsmöglichkeiten des ersten Bestandteils. Entweder geht er auf altdeutsch heil = gesund (also ursprünglich Heilmut), oder auf hiltja = Kampf (also Hildemut) zurück. Dabei bedeutet muot Gesinnung.

## Namenstag
Weil es keinen heiligen Helmut gibt, werden in Namenstagskalendern verschiedene Termine angegeben:
- 12. Februar: in Anlehnung an den hl. Helmward (seit ca. 950 Bischof von Minden, † 12. Februar 958)
- 29. März: in Anlehnung an den hl. Helmstan, der in manchen modernen Kalendern als „Hl. Helmut“ geführt wird: seit ca. 838 Bischof von Winchester * in England, † 29. März um 850 in Winchester, einen Verteidiger des Glaubens.
- 24. April
- 5. Oktober
- 28. April als Entsprechung und Übersetzung zum Hl. Vitalis (römisch)

## Verbreitung
Vor etwa 1800 war der Name ungebräuchlich und wurde erst in der Nachfolge von Helmuth von Moltke dem Älteren (1800–1891), Generalstabschef des preußischen Heeres in den drei Einigungskriegen, allmählich beliebter. In den 1890er Jahren stand er unter den beliebtesten männlichen Vornamen auf Rang 47, von 1900 bis 1910 auf Rang 32, von 1910 bis 1920 auf Platz 14, in den 1920ern war er der zehntbeliebteste männliche Vorname, in den 1930ern der zwölftbeliebteste, in den 1940ern kam er auf Rang 18, in den 1950ern noch auf Rang 26 in der Beliebtheitsstatistik. In den 1960ern kam er noch einmal vor, auf Rang 75, ab den 1970ern ist er nicht mehr unter den 200 beliebtesten männlichen Vornamen vertreten.
Der Name befand sich in Österreich von 1984 bis 1991 unter den 100 beliebtesten Jungennamen. Seit den frühen 1980er Jahren ist seine Popularität rückläufig. Seit der Jahrtausendwende wird er nur noch sporadisch bei der Namenswahl berücksichtigt. Von 1984 bis 2023 wurde er etwa 990 Mal vergeben. In der Schweiz wurde Helmut von 1930 bis Mitte der 1990er Jahre regelmäßig vergeben. Zwischen 1931 und 1941 lag er zeitweise in den Top-100. Von 1930 bis 2023 wurden rund 1.600 Jungen so genannt.
Der Name lag in Tschechien von 1935 bis zum Ende der 1960er Jahre fast jedes Jahr in den Top-200. In Frankreich kam der Name nur in der ersten Hälfte des 20. Jahrhunderts hin und wieder in den Top-500 vor. Der Name ist in Dänemark und Schweden ein mäßig beliebter Name, dahingegen wird er in Norwegen selten vergeben. In den Niederlanden wird der Name Helmut seit 1930 fast jährlich bei der Namenswahl berücksichtigt. Er ist jedoch nur mäßig populär. In den USA kam der Name von 1930 bis Ende der 1970er Jahre fast alljährlich in den Hitlisten vor. Seine Vergabe ist auch in Kanada nachgewiesen.
Neben den beiden Generalstabschefs Helmuth von Moltke dem Älteren und dem Jüngeren und dem Widerstandskämpfer Helmuth James von Moltke war Helmut der Vorname eines Trainers der Fußballnationalmannschaft, Helmut Schön, und von zwei nacheinander regierenden deutschen Bundeskanzlern, Helmut Schmidt (1918–2015, regierte von 1974 bis 1982) und Helmut Kohl (1930–2017, regierte von 1982 bis 1998).

## Namensträger

### Vorname

#### A
- Helmut Achatz (* 1948), deutscher Fußballspieler
- Helmut Ahner (1928–2014), deutscher Schauspieler und Synchronsprecher
- Helmut Ahrens (* 1950), deutscher Biograf und Journalist
- Helmut Alimonta (1915–2004), deutscher Schauspieler
- Helmut Angula (* 1945), namibischer Politiker (SWAPO)
- Helmut Artzinger (1912–1996), deutscher Jurist und Politiker (CDU)

#### B
- Helmut Baierl (1926–2005), deutscher Schriftsteller
- Helmut Bantz (1921–2004), deutscher Turner
- Helmut Bäumler (* 1948), deutscher Jurist und Datenschützer
- Helmut Bazille (1920–1973), deutscher Politiker (SPD)
- Hellmut Becker (1913–1993), deutscher Bildungsforscher
- Helmuth Becker (1929–2011), deutscher Politiker (SPD)
- Helmut Berger (1913–2010), deutscher Bergingenieur und Hochschullehrer
- Helmut Berger (1944–2023), österreichischer Schauspieler
- Helmut Berger (* 1949), österreichischer Schauspieler, Regisseur und Drehbuchautor
- Helmut Berger-Tuna (1942–2009), österreichischer Sänger
- Helmut Michael Berger (1925–2013), österreichischer Maler und Grafiker
- Helmut Bertram (1910–1981), deutscher Politiker (Zentrum)
- Helmut Beumann (1912–1995), deutscher Historiker
- Helmut Bradl (* 1961), deutscher Motorradrennfahrer
- Hellmuth Bräuer (1919–1958), deutscher Architekt
- Helmut Brede (1935–2025), deutscher Wirtschaftswissenschaftler
- Helmut Brennicke (1918–2005), deutscher Schauspieler, Schauspiellehrer, Regisseur, Hörspielsprecher und Autor

#### C
- Helmut Cämmerer (1911–1997), deutscher Kanute, Medaillengewinner bei Olympia
- Helmut Caspar (1921–1980), deutscher Politiker (SPD)
- Helmut Castritius (1941–2019), deutscher Althistoriker
- Helmut Collmann (1918–1996), deutscher Maler
- Helmut Collmann (* 1939), deutscher Politiker (SPD)
- Helmut Creutz (1923–2017), deutscher Wirtschaftsanalytiker und Publizist
- Helmut Cron (1899–1981), deutscher Journalist und Verbandsfunktionär

#### D
- Helmut Dalitz (* 1962), deutscher Biologe und Leiter der Hohenheimer Gärten
- Helmut Damerius (1905–1985), deutscher Autor, Kommunist und Antifaschist
- Helmut Dau (1926–2010), deutscher Jurist und Schriftsteller
- Hans Helmut Dickow (1927–1989), deutscher Schauspieler
- Helmut Dieser (* 1962), deutscher Weihbischof
- Helmut Dietl (1944–2015), deutscher Filmregisseur und Drehbuchautor
- Helmuth Domizlaff (1902–1983), deutscher Antiquar
- Helmut Draxler (* 1956), österreichischer Kunsthistoriker, Hochschullehrer und Kurator
- Helmut Draxler (* 1950), österreichischer Industriemanager
- Helmut Dubiel (1946–2015), deutscher Soziologe
- Helmuth Duckadam (1959–2024), rumänischer Fußballspieler
- Helmut Dziuba (1933–2012), deutscher Regisseur und Autor

#### E
- Helmut Echternach (1907–1988), protestantischer Theologe und Bischof
- Helmut Eder (1916–2005), österreichischer Komponist
- Hellmuth Eichner (1946–2012), deutscher Maler und Bildhauer
- Helmut Eisendle (1939–2003), österreichischer Schriftsteller
- Helmut Elsner (1935–2022), österreichischer Bankier
- Helmut Engel (1935–2019), deutscher Kunsthistoriker und Denkmalpfleger
- Helmut Engel (* 1956), deutscher Jazzmusiker, Komponist und Dozent
- Helmut Eschwege (1913–1992), deutscher Historiker und Dokumentarist

#### F
- Hellmuth Felmy (1885–1965), deutscher General
- Helmut Fischer (1926–1997), deutscher Schauspieler
- Walter Helmut Fritz (1929–2010), deutscher Schriftsteller
- Helmut Fürther (* 1941), deutscher Fußballspieler

#### G
- Helmut Gams (1893–1976), österreichischer Botaniker
- Helmut Josef Geier (* 1962) alias DJ Hell, deutscher DJ und Musikproduzent
- Helmut Gels (* 1952), Bürgermeister von Vechta
- Hellmut von Gerlach (1866–1935), deutscher Politiker, Publizist und Pazifist
- Helmuth von Glasenapp (1891–1963), deutscher Indologe
- Helmuth Gmelin (1891–1959), deutscher Schauspieler und Theaterleiter
- Helmut Gollwitzer (1908–1993), deutscher evangelischer Theologe
- Helmut Graßhoff (1925–1983), deutscher Slawist
- Hellmuth Greinert (1906–1967), deutscher Politiker
- Helmut Griem (1932–2004), deutscher Schauspieler
- Helmut Grob (* 1968), deutscher Tischtennisspieler
- Helmuth von Grolman (1898–1977), deutscher Soldat und Wehrbeauftragter des Deutschen Bundestages
- Helmut Grundmann (1920–2009), deutscher Baptistenpastor und Generalsekretär der Europäisch-Baptistischen Missionsgesellschaft
- Helmuth Gsöllpointner (1933–2025), österreichischer Plastiker, Objektkünstler und Designer
- Helmut Gude (1925–2001), deutscher Leichtathlet

#### H
- Helmut Haller (1939–2012), deutscher Fußballspieler
- Helmut Hallmeier (1933–1976), deutscher Motorradrennfahrer
- Helmut Hamann (1912–1941), deutscher Leichtathlet
- Hellmuth von Hase (1891–1979), deutscher Komponist
- Helmut Hasse (1898–1979), deutscher Mathematiker
- Hellmut Hattler (* 1952), deutscher Jazz- und Rockbassist
- Helmut Haussmann (* 1943), deutscher Politiker und Bundesminister (FDP)
- Helmut Heiderich (* 1949), deutscher Politiker (CDU)
- Hellmuth Heinz (1904–1994), deutscher Museologe und Widerstandskämpfer
- Helmut Heisig (1902–1954), deutscher Kriminalbeamter
- Helmut Heißenbüttel (1921–1996), deutscher Schriftsteller und Lyriker
- Helmut Herbst (1934–2021), deutscher Filmemacher
- Helmut Hesse (1934–2016), deutscher Ökonom
- Hellmuth Heye (1895–1970), deutscher Politiker (CDU)
- Hellmuth Hirth (1886–1938), deutscher Flugpionier, Flugzeug- und Luftschiffkonstrukteur
- Helmuth Hoffmann (1919–2010), deutscher Tischtennisspieler
- Helmut Höflehner (* 1959), österreichischer Skirennläufer
- Helmut Hofmann (Architekt) (1907–2006), deutscher Architekt und Künstler
- Helmut Hofmann (Boxer) (1925–2017), deutscher Boxer
- Helmut Hofmann (Chorleiter) (* 1945), deutscher Chorleiter und Komponist
- Helmut Hofmann (General) (* 1945), deutscher Brigadegeneral des Heeres der Bundeswehr
- Helmut Hofmann (Fußballspieler) (* 1961), österreichischer Fußballspieler
- Helmut Hofmann (1925–2017), deutscher Boxer
- Helmut Holter (* 1953), deutscher Politiker (Die Linke)
- Helmut Horten (1909–1987), deutscher Unternehmer
- Helmut Hubacher (1926–2020), Schweizer Politiker (SP), Autor und Kolumnist
- Helmuth Hübener (1925–1942), deutscher Widerstandskämpfer

#### J
- Helmut Jahn (1936–2013), Vertreter des abstrakten Expressionismus
- Helmut Jahn (1940–2021), deutsch-US-amerikanischer Architekt
- Helmut Jawurek (* 1963), deutscher Politiker (CSU)
- Helmut Jedele (1920–2012), deutscher Filmproduzent
- Helmut Jung (* 1951), deutscher Architekt, Bauunternehmer und Kommunalpolitiker

#### K
- Hellmut Kalbitzer (1913–2006), deutscher Politiker (SPD)
- Helmut Kalkbrenner (1930–1984), deutscher Politiker (BP, BSP)
- Helmut F. Kaplan (* 1952), deutscher Philosoph und Autor
- Hellmuth Karasek (1934–2015), deutscher Journalist, Schriftsteller und Kritiker
- Helmut Käutner (1908–1980), deutscher Schauspieler und Regisseur
- Helmut Kindler (1912–2008), deutscher Verleger, Journalist und Autor
- Helmut Kirchberg (1906–1983), deutscher Bergbauwissenschaftler und Hochschullehrer
- Hans Hellmut Kirst (1914–1989), deutscher Schriftsteller
- Helmuth Kittel (1902–1984), deutscher Theologe
- Hellmuth Klauhs (1928–1990), österreichischer Bankdirektor
- Helmuth Klotz (1929–2005), deutscher Mediziner, ärztlicher Standespolitiker
- Helmut Knochen (1910–2003), deutscher Anglist und SS-Führer
- Helmut Knolle (* 1939), deutscher Mathematiker, Biomathematiker und Sachbuchautor
- Hans-Helmuth Knütter (* 1934), deutscher Politikwissenschaftler und Politiker (CDU)
- Helmut Koch (1908–1975), deutscher Dirigent und Chorleiter
- Helmut Koch (1919–2015), deutscher Betriebswirt
- Helmut Koch (1922–2024), deutscher Politiker (SED) und Wirtschaftsfunktionär
- Helmut Koch (1932–2024), deutscher Mathematiker
- Helmut H. Koch (* 1941), deutscher Literaturwissenschaftler
- Helmut Körnig (1905–1972), deutscher Leichtathlet
- Helmut Körschgen, deutscher Laiendarsteller
- Helmut Kohl (1930–2017), deutscher Politiker (CDU), Bundeskanzler 1982 bis 1998
- Helmut Könning (* 1952), deutscher Politiker (CDU)
- Helmut Kopetzky (* 1940), deutscher Featureautor
- Helmut Kosmehl (* 1944), deutscher Handballspieler und Fußballtrainer
- Helmut Krätzl (1931–2023), österreichischer Geistlicher, Weihbischof von Wien
- Helmut Krauss (1941–2019), deutscher Schauspieler, Kabarettist und Synchronsprecher
- Helmut Krausser (* 1964), deutscher Schriftsteller, Dichter und Bühnenautor
- Helmut Kremers (* 1949), deutscher Fußballspieler
- Helmut Kreuzhuber (1938–2009), österreichischer Militärkommandant
- Hellmuth von Krohn (1891–1924), deutscher Luftstreitkräfte- und Postflugzeugpilot
- Helmut Krumminga (* 1961), deutscher Gitarrist
- Helmut Kukacka (* 1946), österreichischer Politiker (ÖVP)
- Helmut Kuhne (* 1949), deutscher Politiker (SPD)

#### L
- Helmut Lachenmann (* 1935), deutscher Komponist
- Helmut Lamp (* 1946), deutscher Politiker (CDU)
- Helmut Lang (* 1956), österreichischer Modedesigner
- Hellmuth Lange (1903–unbekannt), deutscher Schriftsteller und Verleger
- Hellmut Lange (1923–2011), deutscher Schauspieler und Synchronsprecher
- Hellmuth Lange (* 1942), deutscher Soziologe und Hochschullehrer
- Helmut Langer (* 1945), deutscher Designer und Hochschullehrer
- Helmut Lemke (1907–1990), deutscher Politiker (CDU)
- Helmut Lent (1918–1944), deutscher Oberst
- Helmut Lethen (* 1939), deutscher Germanist und Kulturwissenschaftler
- Helmut Lewin (1899–1963), namibischer Maler
- Helmut Lippelt (1932–2018), deutscher Politiker
- Helmuth Lohner (1933–2015), österreichischer Schauspieler
- Hellmut Lorenz (* 1942), österreichischer Kunsthistoriker
- Helmut Losch (1947–2005), deutscher Gewichtheber
- Helmut Lotti (* 1969), belgischer Tenor
- Helmut Lukesch (* 1946), österreichischer Psychologe

#### M
- Helmuth von Maltzahn (1840–1923), preußischer Politiker und Oberpräsident der Provinz Pommern
- Helmuth Markov (* 1952), deutscher Politiker (PDS)
- Helmut Markwort (* 1936), deutscher Journalist, Chefredakteur Focus
- Hellmuth Marx (1915–2002), österreichischer Bildhauer
- Hellmuth Matiasek (1931–2022), österreichischer Regisseur
- Hellmut May (1921–2011), österreichischer Eiskunstläufer
- Helmut May (1929–2013), deutscher Komponist und Schriftsteller
- Helmut Meinhardt (1933–2018), deutscher Philosoph
- Helmuth Mende (1884–1932), deutscher Jurist, Richter am Reichsgericht und -finanzhof
- Hellmuth Metz-Göckel (* 1940), deutscher Psychologe und Hochschullehrer
- Helmut Millonig (* 1928), österreichischer Künstler
- Helmut Moll (* 1944), deutscher römisch-katholischer Priester und Historiker
- Helmuth von Moltke (1800–1891), preußischer Generalfeldmarschall und Politiker, MdR
- Helmuth James Graf von Moltke (1907–1945), deutscher Jurist und Widerstandskämpfer
- Helmuth Johannes Ludwig von Moltke (1848–1916), deutscher Generaloberst
- Helmut Moritz (1933–2022), österreichischer Geodät
- Hellmuth von Mücke (auch: Müecke, Mycke, Mucke) (1881–1957), Kapitänleutnant, Marineoffizier, Politiker, Widerstandskämpfer

#### N
- Helmuth Naudé (1904–1943), deutscher Moderner Fünfkämpfer
- Helmut Neuss (1908–2009), deutscher Offizier, Konteradmiral der Bundesmarine
- Helmut Newton (1920–2004), deutscher Fotograf
- Helmut Nickel (1924–2019), deutscher Comiczeichner und -autor
- Helmut Richard Niebuhr (1894–1962), US-amerikanischer Ethiker und Theologe
- Helmut Nothhelfer (* 1945), deutscher Fotograf, siehe Gabriele und Helmut Nothhelfer
- Helmuth Nürnberger (1930–2017), deutscher Germanist und Herausgeber
- Helmuth Nyborg (* 1937), dänischer Psychologe, Hochschullehrer und Kanute

#### O
- Helmut Oblinger (* 1973), österreichischer Wildwasserpaddler
- Helmut Ohr (1908–2002), deutscher Jurist und Manager
- Helmut Osterloh (1967–2015), deutscher Poolbillardspieler

#### P
- Helmut Palmer (1930–2004), deutscher Pomologe und Bürgerrechtler
- Helmut Pechlaner (* 1946), österreichischer Tierarzt und Zooleiter
- Helmut Petersen (1903–1982), deutscher Politiker (GB/BHE)
- Helmut Pfisterer (1931–2010) schwäbischer Mundartdichter
- Helmut Pfleger (* 1943), deutscher Schachspieler
- Helmut Pigge (1919–2000), Philosoph, Dramaturg und Spielleiter
- Helmuth Plessner (1892–1985), deutscher Philosoph und Soziologe

#### Q
- Helmut Qualtinger (1928–1986), österreichischer Schauspieler, Schriftsteller und Kabarettist

#### R
- Helmut de Raaf (* 1961), deutscher Eishockeyspieler
- Helmut Rahn (1929–2003), deutscher Fußballspieler
- Helmut Rasbol (1925–2022), dänischer KZ-Wächter
- Helmut Rauber (* 1945), deutscher Politiker (CDU)
- Helmut Rauch (1939–2019), österreichischer Kernphysiker
- Helmut Recknagel (* 1937), deutscher Skispringer
- Helmut Reckter (1933–2004), deutscher Jesuit und Missionar, Bischof in Simbabwe
- Helmut Reitze (* 1952), deutscher Journalist und Rundfunkintendant
- Helmuth Rilling (* 1933), deutscher Dirigent und Pädagoge
- Helmut Ringelmann (1926–2011), deutscher Filmproduzent
- Hellmut Ritter (1892–1971), deutscher Orientalist
- Helmut Rohde (1925–2016), deutscher Politiker (SPD)
- Helmut Roleder (* 1953), deutscher Fußballspieler
- Hellmut Rosenfeld (1907–1993), deutscher Germanist und Bibliothekar
- Helmut Roth (1941–2003), deutscher Prähistoriker
- Helmut Roth (* 1950), deutscher Fußballspieler
- Helmut Rothemund (1929–2004), deutscher Politiker (SPD)

#### S
- Helmut Sakowski (1924–2005), deutscher Schriftsteller
- Helmut Salzinger (1935–1993), deutscher Dichter, Popkritiker und Zeitschriftenherausgeber
- Helmuth Santler (* 1964), österreichischer Autor
- Helmut Schanze (* 1939), deutscher Germanist und Medienwissenschaftler
- Helmut Schelsky (1912–1984), deutscher Soziologe
- Helmut Schlegel (* 1943), deutscher Theologe, Franziskaner (OFM)
- Helmut Schleich (* 1967), bayrischer Kabarettist
- Helmut Schlesinger (1924–2024), deutscher Wirtschaftswissenschaftler und Bundesbankpräsident
- Helmut Schlüter (1925–1967), deutscher Politiker (SPD)
- Helmut Schmidt (1918–2015), deutscher Politiker (SPD), von 1974 bis 1982 Bundeskanzler
- Helmut Schmiedt (* 1950), deutscher Literaturwissenschaftler
- Hellmut Schneider (1923–2010), deutscher Politiker
- Helmut Schneider (1913–1984), deutscher Fußballspieler und -trainer
- Helmut Schneider (1919–2011), Schweizer Physiker
- Helmut Schneider (* 1931), deutscher Verbandsfunktionär
- Helmut Schneider (* 1966), deutscher Betriebswirtschaftler
- Helmuth Schneider (1920–1972), deutscher Schauspieler
- Helmuth Schneider (* 1946), deutscher Althistoriker
- Helmut Schober (1947–2024), österreichischer Maler
- Helmut Schoeck (1922–1993), österreichischer Soziologe
- Helmut Schön (1915–1996), deutscher Fußballspieler und Fußballnationaltrainer
- Helmut Schönnamsgruber (1921–2008), deutscher Naturwissenschaftler, Naturschützer sowie Vereins- und Verbandsfunktionär
- Helmut Schröcke (1922–2018), deutscher Mineraloge und rechtsextremistischer Publizist
- Helmut Schröer (* 1942), Oberbürgermeister der Stadt Trier
- Helmut Schüller (* 1952), österreichischer römisch-katholischer Priester
- Helmuth Schulze-Fielitz (* 1947), deutscher Staatsrechtslehrer
- Helmut Seethaler (* 1953), österreichischer Schriftsteller
- Helmut Sembdner (1914–1997), deutscher Herausgeber und Literaturwissenschaftler
- Helmut Siderits (1939–2023), österreichischer Schauspieler, Theaterregisseur und -leiter
- Helmut Sihler (* 1930), österreichischer Manager
- Helmut Simon (1922–2013), deutscher Jurist und Richter
- Helmut Simon (1927–2016), deutscher Chemiker
- Helmut Simon (1937–2004), deutscher Alpinist
- Helmut Simon (1939–2018), deutscher Politiker (SPD)
- Helmut Sinn (1916–2018), deutscher Pilot, Blind- und Kunstfluglehrer, Luftfahrtsachverständiger und Rallyefahrer
- Helmuth Sommer (1911–1993), deutscher Komponist und Musikpädagoge
- Helmut Spanner (* 1951), deutscher Kinderbuchautor
- Helmut F. Spinner (* 1937), deutscher Philosoph, Wissenschaftstheoretiker und Soziologe
- Helmut Steinberger (1931–2014), deutscher Völkerrechtswissenschaftler, Bundesverfassungsrichter und Vizepräsident des Schiedsgerichtshofs der OSZE
- Hellmut Stern (1928–2020), deutscher Geiger
- Helmuth Stieff (1901–1944), deutscher Generalmajor und Widerstandskämpfer

#### T
- Helmut Thielicke (1908–1986), deutscher evangelischer Theologe
- Helmut Thienemann (1936–2022), rechtsextremer Politiker
- Helmut Tributsch (* 1943), deutscher Naturwissenschaftler
- Helmut Türk (* 1941), stellvertretender Präsident des Internationalen Seegerichtshofs

#### U
- Helmut Uhlig (1942–2014), deutscher Basketballnationalspieler und Teilnehmer Olympische Sommerspiele 1972

#### V
- Helmuth Vavra (1966–2022), österreichischer Kabarettist und Autor von Kabarettprogrammen
- Hellmuth Vivell (* 1949), deutscher Pianist und Komponist
- Helmut Voitl (* 1939), österreichischer Dokumentarfilmer
- Helmut Vollprecht (* 1941), deutscher Rennrodler

#### W
- Helmut Walcha (1907–1991), deutscher Organist und Cembalist
- Hellmuth Walter (1900–1980), deutscher Erfinder und Entwickler
- Helmut Wandmaker (1916–2007), deutscher Unternehmer und Autor
- Helmut Wechselberger (* 1953), österreichischer Radrennfahrer
- Helmuth Weidling (1891–1955), deutscher General
- Helmuth Wernicke (1909–1994) deutscher Pianist, Arrangeur, Komponist und Bandleader
- Helmut Wicht (* 1958), deutscher Biologe und Anatom
- Helmut Wilhelm (1946–2022), deutscher Richter und Politiker (Bündnis 90/Die Grünen)
- Helmut Hermann Wittler (1913–1987), deutscher Geistlicher, Bischof von Osnabrück
- Hellmuth Christian Wolff (1906–1988), deutscher Musikwissenschaftler, Maler und Komponist
- Helmut Wunderlich (1919–1994), deutscher Politiker

#### Z
- Helmut Zacharias (1920–2002), deutscher Geiger und Dirigent
- Helmut Zapf (* 1956), deutscher Komponist
- Helmut Zenker (1949–2003), österreichischer Schriftsteller und Drehbuchautor
- Helmut Zerlett jr. (* 1957), deutscher Musiker, Komponist und Produzent
- Helmut Zhuber (* 1959), deutscher Schauspieler und Hörspielsprecher
- Helmut Zierl (* 1954), deutscher Schauspieler
- Helmut Zilk (1927–2008), österreichischer Journalist und Politiker
- Helmut Zimmermann (1924–2013), deutscher Stadtamtsrat, Stadtgeschichts- und Familienforscher und Autor
- Manfred Helmut Zöllmer (* 1950), deutscher Politiker (SPD)
- Helmut Zöpfl (* 1937), deutscher Pädagoge und Schriftsteller

### Familienname
- Alden Hellmuth (* um 1995), amerikanische Jazzmusikerin
- Arnold Helmuth (1837–1878), preußischer Offizier und Militärschriftsteller
- Barbara Hellmuth (1900–?), Kanzleisekretärin der Polizei
- David Helmut (* 1986), deutscher Regisseur und Drehbuchautor
- Eckhart Hellmuth (* 1946), deutscher Historiker
- Elisabeth Hellmuth-Bräm († nach 1902), deutsche Sängerin (Sopran)
- Eugenie Hellmuth-Bräm († nach 1910), deutsche Schauspielerin
- Ferdinand Hellmuth (1915–1995), deutscher Politiker (FDP/DVP), MdL Baden-Württemberg
- Frits Helmuth (1931–2004), dänischer Schauspieler
- Fritz Hellmuth (Pseudonym für Siegfried Jelinek; 1878–1939), österreichischer Schriftsteller
- Gerhard Hellmuth (* 1922), ehemaliger deutscher Fußballspieler
- Hermine Hug-Hellmuth (1871–1924), österreichische Psychoanalytikerin
- Johann Friedrich Hellmuth (1744–1785), deutscher Schauspieler und Gründer einer Schauspielergesellschaft
- Johann Heinrich Helmuth (1731–1813), deutscher lutherischer Geistlicher und Autor populärwissenschaftlicher Werke
- Jörg Hellmuth (* 1957), deutscher Politiker (CDU)
- Justus Henry Christian Helmuth (1745–1825), deutsch-amerikanischer Theologe
- Katharine Hellmuth (vor 1770–nach 1800), Schauspielerin und Sängerin
- Leopold Hellmuth (* 1950), österreichischer Germanist
- Lutz Hellmuth (* 1943), deutscher Bildhauer und Graphiker
- Maria Hellmuth, Pseudonym von Maria Albrecht (1850–1923), deutsche Schriftstellerin
- Marianne Hellmuth, Geburtsname von Marianne Müller (Schauspielerin) (1772–1851), deutsche Schauspielerin und Sängerin
- Mikael Helmuth (* 1958), dänischer Schauspieler
- Monika Hellmuth-Claus (1943–2016), deutsche Bildhauerin
- Osvald Helmuth (1894–1966), dänischer Schauspieler
- Otto Hellmuth (1896–1968), deutscher Zahnarzt und Politiker (NSDAP)
- Phil Hellmuth (* 1964), US-amerikanischer Pokerspieler
- Rolf Hellmuth (1914–1995), deutscher Widerstandskämpfer
- Thomas Hellmuth (* 1965), österreichischer Historiker
- Toni Hellmuth (* 1990), deutscher Volleyball- und Beachvolleyballspieler
- Wilhelm Hellmuth-Bräm (Schauspieler, 1827) (1827–1889), Schweizer Sänger (Bass) und Schauspieler
- Wilhelm Hellmuth-Bräm (Schauspieler, 1864) (1864–vor 1928), Schweizer Schauspieler

## Beliebtheit
Der Vorname Helmut wurde vor allem in der ersten Hälfte des 20. Jahrhunderts gerne vergeben. In der Rangliste der beliebtesten in Deutschland vergebenen männlichen Vornamen war Helmut in den 1920ern und Anfang der 1930er unter den zehn beliebtesten, ist aber bei Geburtsjahrgängen seit den 1970ern praktisch völlig aus der Mode gekommen.
| Jahr | Rang |
| ---- | ---- |
| 1900 | >40  |
| 1910 | 16   |
| 1920 | 9    |
| 1930 | 7    |
| 1940 | 14   |
| 1950 | 13   |
| 1960 | 44   |
| 1970 | >98  |
| 1980 | >100 |
| 1990 | >100 |
| 2000 | >100 |